# 岩田鶴皐
岩田 鶴皐（いわた かくさい、1866年7月26日（慶応2年6月15日） - 1938年（昭和13年）2月11日）は、日本の書家。日下部鳴鶴の弟子である。本名は要輔。号は群鵞居士、刀寧漁夫。
下総国相馬郡高野村（現・茨城県守谷市高野）出身。茨城師範学校を卒業後、茨城県・神奈川県の小学校、神奈川師範学校、埼玉師範学校で教師を務める。1921年に書道雑誌『郡鵞』を発刊。日本美術協会評議員、泰東書道院総務審査員、大日本書道院総務審査員を務めたほか、1936年には日本書道学校を創設するなど書道界の発展に尽力した。
1927年当時の住所は東京市牛込区矢来町2番地26号。